# Lillådammen, Småland
Lillådammen är en sjö i Älmhults kommun i Småland och ingår i Helge ås huvudavrinningsområde. Sjön har en area på 0,0433 kvadratkilometer och ligger 111,9 meter över havet. Sjön avvattnas av vattendraget Lillån (Prästebodaån).

## Delavrinningsområde
Lillådammen ingår i det delavrinningsområde (627157-138411) som SMHI kallar för Mynnar i Helge å. Medelhöjden är 131 meter över havet och ytan är 17,91 kvadratkilometer. Räknas de 10 avrinningsområdena uppströms in blir den ackumulerade arean 280,44 kvadratkilometer. Lillån (Prästebodaån) som avvattnar avrinningsområdet har biflödesordning 2, vilket innebär att vattnet flödar genom totalt 2 vattendrag innan det når havet efter 118 kilometer. Avrinningsområdet består mestadels av skog (76 procent). Avrinningsområdet har 0,04 kvadratkilometer vattenytor vilket ger det en sjöprocent på 0,2 procent. Bebyggelsen i området täcker en yta av 0,25 kvadratkilometer eller 1 procent av avrinningsområdet.